# Breklenkamp
Breklenkamp is een buurtschap in de Twentse gemeente Dinkelland in de Nederlandse provincie Overijssel. Tot de gemeentelijke herindeling van 1 januari 2001 viel de buurtschap onder de gemeente Denekamp.

## Geschiedenis
In de lijst van inkomsten uit de Twentse goederen van het klooster Werden aan de Ruhr bij Essen, opgemaakt tussen 933 en 966, zou de naam Brakinghem naar de buurtschap Breklenkamp verwijzen. Ondersteunend bewijs voor deze theorie is de naam van de buurtschap in documenten van het richterambt Ootmarsum: Brekinghen en Breecklicham. Breklenkamp, dat tegenwoordig vaak in een adem wordt genoemd met Lattrop, was vroeger een zelfstandige boermarke. In 1818 werd Breklenkamp onderdeel van de gemeente Denekamp.

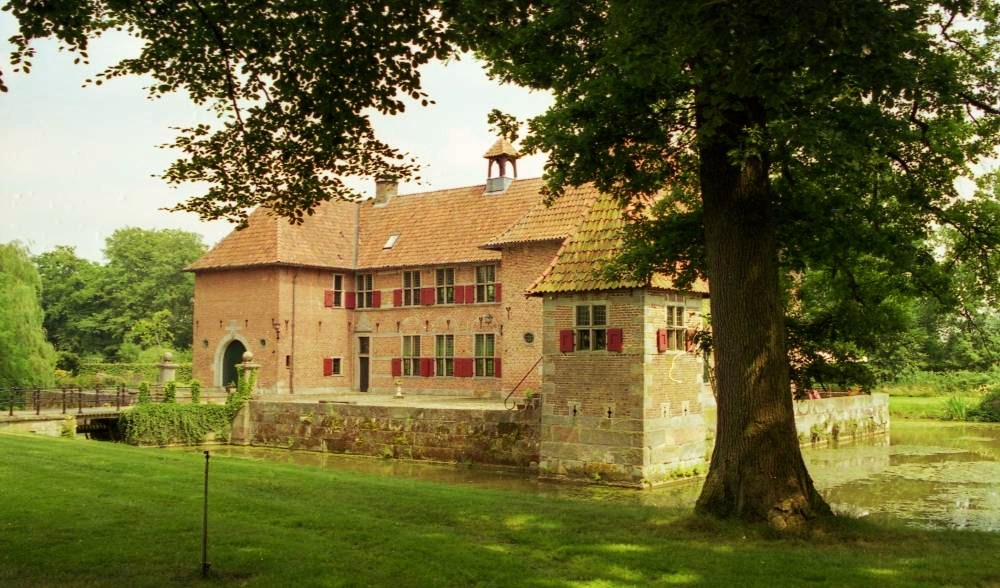
Havezate de Brecklenkamp (2010)
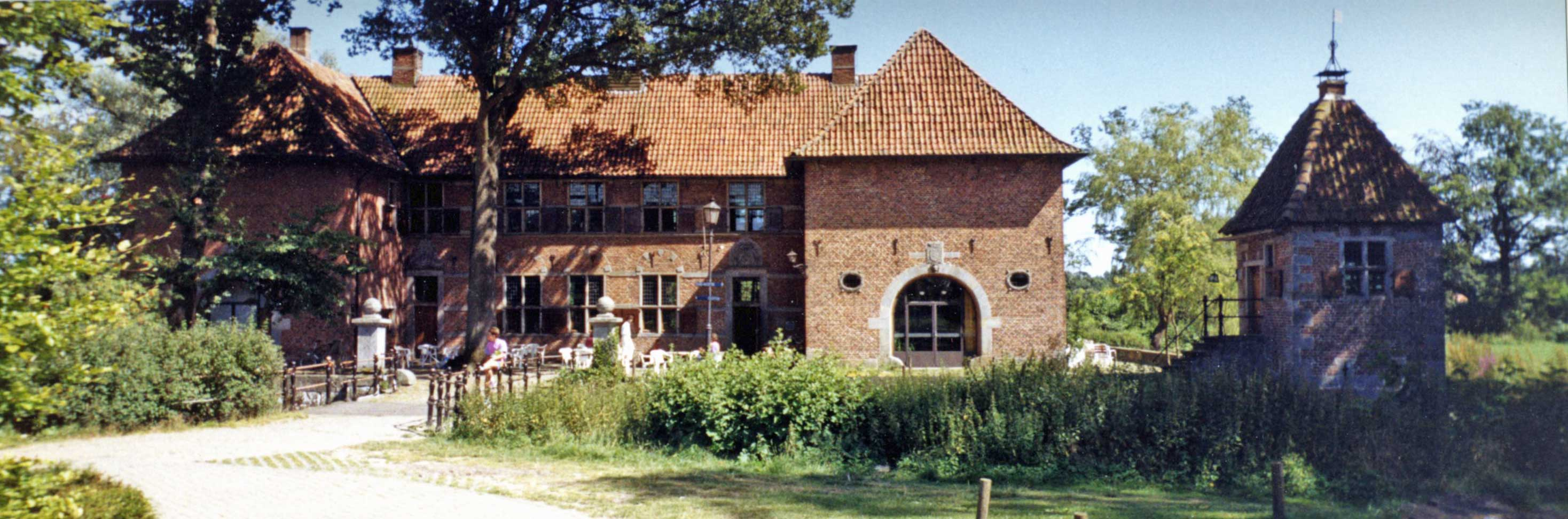
De Brecklenkamp (1990)